# Џозефина Кокран
Џозефина Гарис Кокран (8. март 1839 - 3. август 1913) била је Американка која је направила патентирала прву машину за прање посуђа. Она је дизајнирала машину у шупи иза свог дома; затим ју је конструисала уз помоћ механичара Џорџа Батерса, који је постао један од њених првих запослених. Тврди се да је рекла „Ако нико други неће да измисли машину за прање судова, урадићу то сама!“ Када је њен патент издат 28. децембра 1886, основала је компанију Гарис-Кокран Мануфакчуринг за производњу својих машина. Кокранова је показала своју нову машину на Светској колумбијској изложби у Чикагу 1893. године, где је девет Гарис-Кокран машина за прање било инсталирано у ресторанима и павиљонима сајма и наишла је на интересовање ресторана и хотела, где приступ топлој води није био проблем. На Сајму је добила највишу награду за „најбољу машинску конструкцију, издржљивост и прилагођавање својој делатности“. Гарис-Кокран Мануфакчуринг компанија, која је производила ручне и електричне машине за прање судова, порасла је кроз фокус на хотеле и друге комерцијалне купце и преименована је у Cochran's Crescent Washing Machine Company 1897. године.
Кокранова машина за прање судова је постала део KitchenAid-а аквизицијом од стране Hobart Manufacturing Company након Кокранове смрти 1913. године, који је први развио комерцијални посао, а 1949. године, прва KitchenAid машина за прање судова заснована на Кокрановом дизајну је представљена јавности. До 1950-их, већина домаћинстава је имала приступ топлој води која је у прошлости била ограничена, а културни ставови у вези са улогом жена су се променили, тако да се кућно тржиште потрошача отворило за машине за прање судова 1950-их. Кокранова је постхумно уврштена у Националну дворану славних проналазача 2006. за патент 355,139 издат 28. децембра 1886. за њен проналазак машине за прање судова.

## Биографија
Џозефина Кокран рођена је 1839. године у градићу Шелбивил у Илиноису, САД. Припадала је породици високог сталежа те се од ње није очекивало да ради. Око 1879. године умро је Џозефинин муж Вилијам Кокран и оставио је у лошим материјалним условима. Одлучила је да конструише машину која би јој уштедела време приликом прања посуђа. 
Након што се преселила у кућу своје сестре у Шелбивилу, у Илиноису, удала се за Вилијама Кокрана 13. октобра 1858. Вилијам се вратио годину дана раније са разочаравајућег покушаја у калифорнијској златној грозници, али је касније постао просперитетни трговац сувом робом и демократски политичар. Џозефина и Вилијам су имали двоје деце: Хали и Катарин.
Године 1870, породица се преселила у вилу и она се придружила чикашком друштву. После једне вечере, део од посуђа сентименталне вредности се испуцао током прања, што ју је навело да тражи бољу алтернативу ручном прању порцулана. Такође је хтела да ослободи уморне домаћице обавезе прања судова после јела.

### Смрт и признање
Кокрaн је умрла од можданог удара или исцрпљености у Чикагу, Илиноис, 3. августа 1913. и сахрањена је на гробљу Гленвуд у Шелбивилу, Илиноис. Године 2006, примљена је у Националну дворану славних проналазача.

## Изумитељка
Џозефина до тада није показивала знаке да ће бити изумитељ. Високо друштво Шелбивила пребацивало јој је да се претвара у обичног механичара. Четири године проводила је сате у шупи у свом дворишту. Знала је да је већ постојала патентирана машина за прање посуђа. Изумео ју је Џоел Хатон и патентирао 1850. године. Међутим, Џоелова „машина“ састојала се од дрвеног корита у кога су се стављали судови на које се сливала вода из пумпе која се покретала ручно. Тиме прање посуђа није олакшано. 
Џозефина је своју машину патентирала 28. децембра 1886. године. Састојала се од бакарног казана унутар кога је било неколико металних мрежа у које су се стављали судови. Машину је покретао мотор, а под притиском је улазила вода са сапуницом. На почетку машина није нашла на велики одзив, пре свега због своје гломазности. Преокрет се догодио 1893. године, након Светске изложбе у Чикагу. Хотели и ресторани почели су да машину за посуђе наручују од фирме „Кокран вошинг машин компани“. Продаја се наставила и после Џозефинине смрти. Компанија је преименована у „Кичен ејд“. Машине за посуђе ушле су у ширу употребу тек шездесетих година двадесетог века. 

## Кокранова машина за прање судова
Било је више покушаја да се произведе комерцијално исплатива машина за прање судова. Године 1850, Џоел Хотон је дизајнирао апарат за натапање посуђа са ручним погоном. Током 1860-их, Л. А. Алекандер је побољшао уређај са зупчаничким механизмом који је омогућавао кориснику да врти посуђе на решеткама кроз каду са водом. Ниједан од ових уређаја није био посебно ефикасан.
Проналазак машине за прање судова Џозефине Кокран је на крају постао успех; међутим, то не само да је одузимало много времена и труда, већ се суочила и са бројним препрекама на свом путу да постане успешна жена иноватор. Након смрти њеног мужа 1883. године, Кокранова је остала са само 1.535,59 долара и апсурдним износом дуга, за који је морала да пронађе начин да га отплати. Ово ју је не само довело у положај невоље и жалости, већ ју је и мотивисало да створи ову иновацију за коју је била страствена и која јој је хитно била потребна да се финансијски издржава. Смрт њеног мужа је такође ставила Кокранову у искушавајући положај као жена. Морала је да оживи свој изум, добије патент на њему, пронађе купце и продаје им свој производ сасвим сама, са мало или нимало заступљености и помоћи мушких фигура у свом животу. У то време, то би било тешко за сваку жену, без обзира на порекло или положај. У наредним годинама, напорно је радила на пласирању своје иновације на тржиште, уз мало новца, техничког знања и компетентне помоћи да развије механику своје машине за прање судова.
Након подношења прве пријаве за патент 31. децембра 1885. године, почела је да развија прототип свог производа, износећи своју визију на видело. Кокранова је дизајнирала први модел своје машине за прање судова у шупи иза њене куће у Шелбивилу, Илиноис. Џорџ Батерс је био механичар који јој је помагао у изградњи машине за прање судова. Он је био радник у првој фабрици машина за прање судова. Да би направила машину, прво је измерила посуде и направила жичане одељке, од којих је сваки посебно дизајниран да се у њега могу ставити тањири, шоље или тацне. Одељци су били смештени унутар точка који је лежао равно унутар бакарног котла. Мотор је окретао точак док је врела сапунска вода прскала са дна котла и пљуштала по судовима. Њена машина за прање судова је прва користила притисак воде уместо перача за чишћење посуђа унутар машине. Патент је добила 28. децембра 1886. године.
Још један изазов са којим се суочила била је продаја свог производа појединачним домаћинствима, посебно домаћицама. Прве машине за прање судова су, заправо, биле прескупе за просечно домаћинство, коштале су између 75 и 100 долара, што већина жена не би потрошила на неки предмет за своју кухињу чак и ако би то значило да им се олакша труд који су морале да уложе у прање судова. Поред тога, већина домова у то доба није била опремљена да се носи са захтевима машине са коришћењем топле воде. Међутим, годинама касније, домови су почели да додају котлове који су били довољно велики да испуне те захтеве, што је на крају омогућило Кокрановој да продаје домаћицама, што је од почетку био њен прави крајњи циљ.
Њен главни купци су били хотели и ресторани, све до 1950-их, пошто водоводна технологија задовољава потребе за снабдевањем топлом водом за машину за прање судова, Кокранова је почела да продаје производ домаћицама. Међутим, тек након промене јавног мњења према кућним пословима и технологији, машина за прање судова је постала популарна. Нажалост, то је доба које Кокранова никада није доживела, јер је преминула 1913. године у 74. години. Касније 1926. године њена компанија је продата КитчинЕјду, што је сада део Whirlpool Corporation.